# Mischschmelzpunkt
Der Mischschmelzpunkt, auch Mischschmelztemperatur, ist eine einfache Methode der analytischen Chemie zur Identitätsprüfung einer Probe mit festem Aggregatzustand. 
Die Bestimmung des Schmelzpunkts einer Substanz ist von großer Bedeutung in der qualitativen Analytik, einschließlich der Identitätsprüfung, da viele organisch-chemische Substanzen über ihren Schmelzpunkt identifiziert werden können. Zur Identitätsprüfung über den Mischschmelzpunkt wird eine „Spatelspitze“ der zu untersuchenden Probe mit dem Schmelzpunkt S mit der etwa gleichen Menge eines Stoffes bekannter Strukturformel, der ebenfalls den Schmelzpunkt S (oder einen sehr naheliegenden) hat, in einem Mörser sorgfältig verrieben (gemischt). Ist der Schmelzpunkt des Gemisches wiederum S, kann man in der Regel darauf schließen, dass es sich um identische Stoffe handelt.
In der Fachliteratur wird empfohlen, die Identität zweier Stoffe zuerst durch die einfache und schnelle Methode der Messung des Mischschmelzpunktes zu überprüfen, bevor man zu aufwendigeren Verfahren wie der Infrarotspektroskopie (IR), Massenspektrometrie (MS) oder Kernspinresonanzspektroskopie (NMR) greift. Allerdings wird dieser Ratschlag heute nicht mehr oft befolgt. 